# Kürəkçi
Kurəkçi è un comune dell'Azerbaigian situato nel distretto di Yardımlı. Conta una popolazione di 1 851 abitanti.